# Главный раввин (должность)
Главный раввин (ивр. רב ראשי‎) — титул, присваиваемый признанному религиозному лидеру еврейской общины страны или раввину, назначаемому местными светскими властями. С 1911 года в Израиле два главных раввина: ашкеназский и сефардский.
В городах с большими еврейскими общинами также могут быть свои главные раввины. Такая практика применялась и в Израиле, и в крупных еврейских центрах Европы до Холокоста, но была редкой для Северной Америки. Исключением является Монреаль, где есть два главных раввина (ашкеназский и сефардский).
В традиционном еврейском праве Галахе нет никакого библейского или талмудического подтверждения должности «главного раввина». Однако эта должность была авторитетной у царей, первосвященников, патриархов, экзилархов и гаонов). Эта должность возникла в Европе в средние века и в её обязанности входило:
- сбор налогов
- регистрация статистики естественного движения населения
- посредничество между правительством и еврейской общиной.

Посредничество ожидалось католическими, восточно-православными и англиканскими правительствами при учреждении должности главного раввина в некоторых королевствах Пиренейского полуострова. Главный раввин назывался раб де ла корте в Королевстве Кастилия или арраби мор в Королевстве Португалия. В Российской Империи XIX века должность главного раввина называлась Казённый раввин.
Иногда термин «Великий раввин» используется для обозначения хасидского Ребе, особенно на фирменных бланках, когда фирменный бланк написан на английском языке. 

## По стране/региону

### Австрия
- Ицхок бен Моше фон Вьен, «Ор Соруа» (ок. 1200—1270)
- Йом-Тов Липман Геллер, «Тосфос Джомтов» (1578—1654)
- Шефтель Горовиц (1561—1619)
- Гершон «Улиф» Ашкенази (ок. 1612—1693)
- Самсон Вертхаймер[англ.] (1658—1724)
- Моше Ханох Берлинер (1727—1793)
- Исаак Ной Мангеймер[англ.] (1824—1865)
- Лазарь Горовиц[англ.] (1828—1868), главный раввин Вены.
- Адольф Еллинек (1865—1893)
- Мориц Гудеманн (1894—1918)
- Цви Перес Хаес[англ.] (1918—1927)
- Давид Фейхтванг[англ.] (1933—1936)
- Исраэль Таглихт[англ.](1936), временный главный раввин
- Инсп. И. Олер (1946), проповедник в Штадттемпеле.
- Акива Айзенберг[англ.](1948—1983)
- Пауль Хаим Айзенберг[нем.] (1983—2016)
- Арье Фолгер[нем.] (июль 2016—2019)[5]
- Аарон Энгельмайер[нем.] (2020—)[6]

### Албания
- Джоэл Каплан (2010 — настоящее время)[7]

### Аргентина

#### сефардский
- Саломон Бенаму
- Исаак Шехебер[исп.] (1952—1990)[8]
- Иосиф Шехебер, сын Исаака Шехебера[исп.] (1990—1997)[9]
- Исаак Сакка[англ.] (1997 — настоящее время)

#### ашкеназский
- Габриэль Давидович[англ.](2013 — настоящее время)

### Бельгия
- Эльяким Кармоли (1832—1839)
- Анри Леб
- Аристид Аструэ
- Эли-Аристид Астрюк[англ.](1866—1879)
- Авраам Дрейфус
- Арманд Блох

### Болгария
- Габриэль Альмоснино (1880—1885)
- Пресиадо Бакиш (1885—1889)
- Шимон Данковиц (1889—1891)
- Моше Таджер (1891—1893)
- Мориц Грюнвальд (1893—1895)
- Пресиадо Бакиш (1895—1898)
- Моше Таджер (1898—1900)
- Мордехай Эренпрейс[англ.] (1900—1914)
- М. Хезкея Шабетай Давыдов (1914—1918).
- Дэвид Пифано (1920—1925)
- Нет главного раввина (1925—1945)
- Ашер Ханнанель (1945—1949)
- Бехор Кахлон (1990—2012)
- Аарон Зербиб (2012—2015)
- Йоэль Йифрак (2015 — настоящее время)

### Венгрия
- Самсон Вертхаймер[англ.] (1693?-1724) (также Айзенштадт и Моравия)
- Меир Эйзенштадт,[англ.] известный как Паним Мейрос (1708-), раввин Эйзенштадта и автор книги «Паним Меирот».
- Александр бен Менахем
- Финеас Ауэрбах
- Якоб Элиезер Брауншвейг
- Хирш Земниц
- Саймон Джоллес (1717-?)
- Иссахар Беруш Эскелес (1725—1753)[10]
- Джозеф Хирш Вайс[англ.] — дедушка Стефен Самуэль Вейз,[англ.][11][12]
- Сэмюэл Кон
- Симон Хевеси (отец Ференца Хевеси)
- Ференц Хевеси
- Моше Куницер, пионер движения Хаскала в Венгрии (1828—1837).
- Коппель Райх
- Хаим Иегуда Дойч
- Йожеф Швейцер
- Роберт (Аврохом Йехудо) Deutsch

### Венесуэла

#### сефардский (сирийский)
- Исаак Коэн

#### ашкеназский
- Пинхас Бренер[англ.](1967-)

### Галиция
- Арье Лейб Бернштейн (1778—1786)
- Эдгар Глюк

Галиция в Центральной/Восточной Европе, как политическое образование, прекратила свое существование в 1921 году; титул главного раввина был отменен 1 ноября 1786 года в рамках реформы иосифизма.
Раввин Лемберга (Львов) в период до Второй мировой войны традиционно считался раввином Галиции.

### Гватемала
- Мейер Розенбаум[англ.] (сын Исамара Розенбаума[англ.] из династии Надворна[англ.], впоследствии главный раввин Кубы)

### Гондурас
- Аарон Ланкри[16]

### Гонконг
- Эфраим Мирвис[англ.]
- Мордехай Австон
- Нетанель Меодед

### Греция
- Элиас Барзилай
- Габриэль Негрин

### Дальний Восток
- Аарон Моше Киселев[англ.] (1937—1949)

#### Хабад
- Беньямин Вольф (2003-)[17]

### Дания
- Авраам Саломон (1687—1700)
- Исраэль Бер[англ.] (1700—1728)
- Маркус Дэвид (1729—1739)
- Хирш Сэмюэл Леви (1741—1775)
- Гедалия Левин (1778—1793)
- Авраам Гедалиа[англ.](1793—1827)
- Авраам Вольф[англ.] (1828—1891)
- Давид Симонсен[англ.] (1892—1902, 1919—1920)
- Тобиас Левенштейн[англ.] (1903—1910)
- Макс Шорнштейн[англ.] (1910—1919)
- Макс (Моисей) Фридигер[англ.](1920—1947)
- Маркус Мельхиор[англ.] (1947—1969)
- Бент Мельхиор[англ.] (1970—1996)
- Бент Лекснер (1996—2014)[18]
- Яир Мельхиор (2014 -по настоящее время)[19]

### Египет
- Моисей Исраэль[англ.] (?-1802)
- Рафаэль Аарон Бен Шимон (1891—1921)
- Масуд Хаим Бен Шимон (1921—1925)
- Хаим Наум (1925—1960)
- Хаим Мусса Дуек[англ.](1960—1972)

### Иран
Главный раввин Ирана является мировым духовным лидером персидского еврейства.
В списке главных раввинов Ирана:
- Едидия Шофет[англ.] (1922—1980)
- Давиди, Уриэль[англ.] (1980—1994)
- Йосеф Хамадани Коэн[англ.] (1994—2007)
- Машалла Голестани-Неджад (2007 — настоящее время)
- Герами, Иегуда[англ.] (2011-настоящее время)

### Ирландия
- Ицхак ХаЛеви Герцог (1921—1937)
- Иммануил Якобовиц[англ.] (1949—1958)
- Исаак Коэн[англ.] (1959—1979)
- Давид Розен[англ.] (1979—1984)
- Эфраим Мирвис[англ.] (1985—1992)
- Шимон Иегуда Харрис (1993—1994)
- Гэвин Бродер[англ.](1996—2000)
- Яаков Перлман[англ.] (2001—2008)
- Залман Лент (с 2008 года новый главный раввин не назначался[20], исполняющий обязанности главного раввина, 2008—2023 годы)
- Йони Видер (2023 — настоящее время)[21]

### Израиль
Должность главного раввина (ивр. רַב רָאשִׁי‎) Земли Израиля существует уже сотни лет. В течение мандатного периода британцы признавали главных раввинов общин ашкенази и сефардов так же, как они признавали муфтия Иерусалима. После обретения государственности должности сохранились. Некторые группы харедим (организация Эда Харедит) не признают власть Главного раввината. У них обычно есть свои раввины, не имеющие никакого отношения к государственному раввинату.
По действующему израильскому законодательству должность главного раввина существует только в четырёх городах (Иерусалим, Тель-Авив, Хайфа и Беэр-Шева). В других городах может быть один главный раввин, но это неофициальная должность.
Многие из главных раввинов Израиля ранее были главными городскими раввинами.
 
| - Моше Галанте (младший) (1665—1689) - Моше ибн Хабиб (1689—1696) - Моше Хаяин - Авраам бен Давид Ицхаки (1715—1722) - Беньямин Маали - Элазар бен Яков Нахум (1730—1748) - Нисим Мизрахи (1748—1754) - Исраэль Яков Альгазай (1754—1756) - Рафаэль Самуэль Мейючас (1756—1791) - Хаим Рафаэль Авраам бен Ашер (1771—1772) - Йом Тов Альгази (1772—1802) - Моше Иосиф Мордехай Мейюхас (1802—1805) - Яков Моше Айаш аль-Магриби (1806—1817) - Яков Кораль (1817—1819) - Рафаэль Иосиф Хазан (1819—1822) - Йом Тов Данон (1822—1824) - Саломон Моше Сюзин (1824—1836) - Йона Моше Навон (1836—1841) - Иегада Рафаэль Навон (1841—1842) - Хаим Авраам Гагин(1842—1848) - Исак Ково(1848—1854) - Хаим Нисим Абулафия (1854—1861) - Хаим Давид Хазан (1861—1869) - Авраам Ашкенази (1869—1880) - Рафаэль Меир Панигель (1880—1892) - Яков Шауль Эльяшар (1893—1906) - Яков Меир (1906) - Элияху Моше Панигель (1907—1909) - Нахман Батито (1909—1911) - Моше Франко (1911—1915) - Хаим Моше Элиэйзер (1914—1915) - Нисим Иегуда Данон (1915—1921) - Яков Меир (1921—1939) - Бен Цион Меир Хай Узиэль(1939—1954) - Ниссим Ицхак (1955—1973) - Овадья Йосеф (1973—1983) - Мордехай Элияху (1983—1993) - Элияху, Бакши-Дорон (1993—2003) - Шломо Амар (2003—2013) - Yitzhak Yosef Шем Тов Гагуин (2013-на 2013 год) | - Меир Ауэрбах—главный раввин Иерусалима (1860—1871) - Шмуэль Салант (1871—1909) - Авраам Ицхак Кук (1921—1935) - Ицхак Айзик Герцог (1936—1959) - Исер Йехуда Унтерман (1964—1973) - Шломо Горен (1973—1983) - Авраам Шапира (1983—1993) - Исраэль Меир Лау (1993—2003) - Йона Мецгер (2003—2013) - Давид Лау (2013-на 2013 год) |

#### Военный раввинат
- Шломо Горен (1948—1968)
- Мордехай Пирон[англ.] (1968—1977)
- Гад Навон (1977—2000)
- Исраэль Вейс[англ.] (2000—2006)
- Авихай Ронцки[англ.] (2006—2010)
- Рафи Перец (2010—2016)
- Эяль Карим (2016-)

### Испания
Ниже приведены главные раввины Еврейской общины Мадрида :
- Барудж Гарсон (1968—1978), первый главный раввин Испании после изгнания в 1492 году.
- Иехуда Бенасоули[англ.] (1978—1997)

Моше Бендахан (1997 —)

### Кипр
- Арье Зеев Раскин[англ.] (2005 −2008)[24]

### Колумбия

#### ашкеназский
- Элиэзер Палтиэль Ройтблатт (1946—1957)
- Хаим Менахем Бенцион Блюменкранц (начало 1950-х)[25]
- Альфредо Гольдшмидт[англ.](1974 — настоящее время[26]) (назначен в 1991 году)[27]

#### сефардский
- Мигель Аттиас (1948-начало 1950 г.)
- Давид Шарбани[англ.] (начало 1950-х-1978 гг.)
- Иегуда Бенхаму (1978—1986[28])
- Иегуда Ари Азанкот (1986—2000)
- Шломо Меир Эльхарар (2000—2010)
- Ави Амсалем (2010 г. — декабрь 2020 г.)

#### Хабад
- Иеошуа Розенфельд (1980 — настоящее время)

### Куба
- Мейер Розенбаум[англ.] (сын Исамара Надворны[англ.], избран в 1948 году: покинул Кубу в 1956 году, чуть более чем за два года до того, как Фидель Кастро пришёл к власти в результате революции)
- Рафаэль Яир Эльнадав (1956—1959)
- Шмуэль Штейнхендлер[англ.], нынешний главный раввин Кубы и региональный директор консервативного иудаизма (Масорти) в Латинской Америке[29][30]

### Латвия
- Мордехай Нурок

### Ливан
- Моис Йедид-Леви (1799—1829)
- Ральф Альфандари
- Юсеф Манн (1849)
- Ахарун Йедид-Леви
- Заки Коэн[англ.] (1875)
- Менаше Эзра Саттон
- Джейкоб Букай
- Хаим Дана
- Моис Йедид-Леви
- Нассим Афанди Данон (1908—1909)
- Джейкоб Тарраб (1910—1921)
- Саломон Таггер (1921—1923)
- Шабтай Бахбут (1924—1950)
- Бенцион Лихтман (1932—1959)
- Шахуд Хрейм (1960—1978)

### Литва
- Шапиро, Авраам Дубер Кахана[англ.]

### Люксембург
- Сэмюэл Хирш (1843—1866)
- Роберт Серебреник[англ.] (1929—1941)

### Мексика
- Шломо Тавил (1998 — настоящее время)
- Узиэль Милевский (1981—1985)

### Марокко
- Мардо Чи Бенджио[31] Главный раввин Танжера
- Рафаэль Анкава[англ.] (1918—1935)
- Микаил Энкауа
- Шалом Мессас[англ.] (1961—1978)
- Аарон Монсонего[англ.] (1994—2018)
- Йешаяху Пинто[32] (2019 — настоящее время)

### Непал
- Чезки Лифшиц (2000 — настоящее время, Хабад)[33]

### Норвегия
- Исаак Юлиус Самуэль (1930—1942)
- Михаэль Мельхиор[англ.] (1980 —)[34]

### Объединённые Арабские Эмираты
- Леви Духман (2015-) первый постоянный раввин в ОАЭ, назначен Хабадом посланником (шалиахом)[англ.] в ОАЭ в 2020 году, что сделало его первым хабад-шалиахом в стране Персидского залива. Руководит Еврейским общинным центром ОАЭ. Раввин Иегуда Сарна является нынешним главным раввином Еврейского совета Эмиратов.

### Панама
- Цион Леви[англ.] (1951—2008) главный сефардский раввин
- Аарон Лейн (1986-) главный раввин ашкенази
- Дэвид Перец (2016-) главный раввин сефардов

### Перу
- Авраам Моше Бренер[англ.] (1930—1967)
- Барудж Эпштейн (1966—1967)
- Яаков Краус (1987—1998)
- Эфраим Зик (1999—2009)
- Итай Меушар (2009—2016)
- Саломон Коэн (2016—2019)

### Польша
Список польских раввинов обширен, вот лишь некоторые:
- Яков Поллак (назначен в 1503 году)[36]
- Моисей Фишель (1541—1542)
- Дау Бер Перкович (1945—1956)
- Зев Вава Морейно[англ.] (1956—1957)
- Дау Бер Перкович (1957—1961)
- Ушер Зибес (1961—1966)
- Зев Вава Морейно[англ.]о (1966—1973)
- Пинхас Менахем Йоскович (1988—1999)
- Михаэль Шудрих (2004 —

#### Польша: Вооружённые силы
- Хаим Элизьер Франкл (?-1933)
- Майор Борух Штейнберг (1933 — около 12 апреля 1940) убит НКВД во время Катынской резни.

### Россия
Должность главного раввина в России существует с 1990 года, до этого была должность главного раввина СССР. B РФ — два главных раввина: от ФЕОР и от КЕРООР. Крупнейшей сетью организаций является ФЕОР.
- Адольф Шаевич (1983, официально 1993—2007, КЕРОР)
- Берл Лазар (2000—2008, ФЕОР)

#### Военный раввинат
- Аарон Гуревич (2007—2011)

### Румыния
- Яаков Ицхак Неймеров (ум. 1940)
- Александру Шафран (1940—1948)
- Моисей Розен[англ.] (1948—1994)
- Менахем Хакоэн[англ.] (1997—2012)
- Рафаэль Шаффер[англ.] (2012 — настоящее время)

### Сербия
- Исаак Алкалай[англ.], также главный раввин Югославии с 1923 по 1941 год.
- Исак Асиэль

### Сингапур
- Мордехай Абергель[37]

### Сирия
- Йом Тов Йедид (1960—1982), переехал в США в 1982 году и умер 27 июля 2016 года в США.

### Словакия
- Хатам Софер (1806—1839)
- Шмуэль Биньямин Сойфер (1839—1871)
- Симха Буним Софер (1871—1907)
- Акива Софер (1907—1938)
- Изидор Кац (1950—1968)
- Барух Майерс[англ.] (1993 — настоящее время)

### Соединённое Королевство и Содружество

#### Пресвитер Иудаеорум (Англия)
Главное должностное лицо евреев Англии до Указа об изгнании (1290) называлось Пресвитер Иудаеорум, что было эквивалентно понтифику.
- Яков  Лондонский[англ.] (назначен в 1199 г.)
- Жоске Лондонский[англ.] (1217—1237)
- Аарон Йоркский[англ.](1237 г.)
- Элиас Лондонский[англ.] (назначен в 1237 г.)
- Хаим бен Моше[англ.] (назначен в 1257 г.)
- Хаим Гадалия Деулакр[англ.] (назначен в 1281 году благосклонностью Элеоноры Прованской[38]).

#### ашкеназский
- Иуда Леб бен Авраам Эфраим Ашер Аншель (1696—1700)
- Aaron the Scribe of Dublin  (1700—1704)
- Аарон Харт[англ.] (1704—1756)
- Харт Лайон[англ.] (1758—1764)
- Давид Тевеле Шифф[англ.] (1765—1791)
- Соломон Хиршелл[англ.](1802—1842)
- Натан Маркус Адлер[англ.] (1845—1891)
- Герман Адлер (1891—1911)
- Йозеф Герман Герц (1913—1946)
- Исраэль Броди[англ.] (1948—1965)
- Иммануил Якобовиц[англ.] (1966—1991; посвящен в рыцари в 1981 году, пожизненный пэр в 1988 году)
- Джонатан Сакс (1991—2013; посвящен в рыцари в 2005 г., пожизненный пэр в 2009 г.)
- Эфраим Мирвис[англ.] (2013 — настоящее время; посвящен в рыцари в 2023 году)

#### Испанская и португальская община Хахамим/старшие раввины
Евреи-сефарды в Соединённом Королевстве, в основном, являются членами независимых синагог. Нет ни одного раввина, признанного ими главным раввином. Синагоги, благотворительные организации, бет-дина и орган кашрута находятся под руководством церковного главы, который исторически приравнивается к старшему раввину англо-еврейства и лидеру старейшей еврейской общины в стране. Старшему раввину традиционно давали титул Хахам, что означает «мудрый». Однако с 1918 года этого титула удостоился только Соломон Гаон. Официальный титул обладателя этой должности теперь — Старший раввин сефардской общины S&P Соединённого Королевства.
- Яков бен-Аарон Саспортас (1664—1665)
- Иеошуа да Силва (1670—1679)
- Яков Абендана (1681—1684)
- Соломон Айльон[англ.] (1689—1700)
- Давид Ньето[англ.] (1701—1728)
- Исаак Ньето[англ.] (1732—1740)
- Моше Гомеш де Мескита (1744—1751)
- Моше Коэн д’Азеведо (1761—1784)
- Рафаэль Мелдола[англ.] (1806—1828)
- Бенджамин Артом[англ.] (1866—1879)
- Моисей Гастер (1887—1918)
- Шем Тов Гагуин[англ.] (1920—1953) (официально «церковный руководитель конгрегации испанских и португальских евреев», а не Хахам)
- Соломон Гаон[англ.] (1949—1995)
- Авраам Леви (1995—2012) (официально общинный раввин и духовный глава конгрегации испанских и португальских евреев, а не хахам)
- Джозеф Двек[англ.] (2013-) (избран старшим раввином сефардской общины S&P, а не хахам)[39]

### Соединённые Штаты
По ряду различных причин Главный раввинат Соединённых Штатах не сформировался, хотя евреи впервые поселились в Соединённых Штатах в 1654 году в Нью-Йорке. Раввины появились в Соединённых Штатах только в середине XIX века. Церковное устройство американских евреев приняло форму конгрегационализма. При этом в некоторых американских городах появились главные раввины, несмотря на отсутствие всеобщего признания среди еврейских общин внутри городов (примеры см. ниже). Желание многих еврейских иммигрантов в США порвать с ортодоксальным прошлым фактически помешало появлению системы главного раввината в Америке.
- Элиэзер Сильвер[англ.]

### Судан
- Соломон Малка (1906—1949)
- Хаим Симони (1950—1952)
- Масуд Эль-Баз (1956—1965, когда еврейская община в Судане пришла в упадок настолько резко, что они не могли позволить себе платить раввину)[41]

### Таиланд
- Йосеф Кантор (1992 — настоящее время)

### Трансильвания (до 1918 года)
Главным раввином Трансильвании обычно был раввин города Алба-Юлия.
- Йозеф Рейс Ауэрбах (ум. 1750)
- Шалом Селиг бен Саул Коэн (1754—1757)
- Йоханан бен Исаак (1758—1760)
- Бенджамин Зееб Вольф Краковский (1764—1777)
- Моисей бен Самуэль Леви Маргалиот (1778—1817)
- Менахем бен Джошуа Мендель (1818-23)
- Иезекииль Панет (1823—1843)
- Авраам Фридман (ум. 1879), последний главный раввин Трансильвании.

### Тунис
- Хаим Мадар[англ.] (1984—2004)

### Турция
Хахам-баши в Османской империи
- Эли Капсали[англ.](1452—1454)
- Моисей Капсали (1454—1497)
- Илия Мизрахи (1497—1526)
- Мордехай Комитано (1526—1542)
- Там бен Яхья (1542—1543)
- Эли Розанес ха-Леви (1543 г.)
- Эли бен Хаим (1543—1602)
- Йехиэль Башан (1602—1625)
- Джозеф Митрани (1625—1639)
- Ёмтов Беньяес (1639—1642)
- Йомтов Ханания Беньякар (1642—1677)
- Хаим Камхи (1677—1715)
- Иуда Бенри (1715—1717)
- Сэмюэл Леви (1717—1720)
- Авраам Розанес (1720—1745)
- Соломон Хаим Альфандари (1745—1762)
- Меир Ишаки (1762—1780)
- Эли Паломбо (1780—1800)
- Хаим Якоб Беньякар (1800—1835)
- Авраам Леви-паша (1835—1839)
- Самуэль Хаим (1839—1841)
- Мойш Фреско (1841—1854)
- Якоб Авигдор (1854—1870)
- Якир Герон[англ.] (1870—1872)
- Моисей Леви[англ.] (1872—1909)
- Хаим Нахум Эффенди (1909—1920)
- Шабтай Леви (1920—1922)
- Исаак Ариэль (1922—1926)
- Хаим Бехерано (1926—1931)
- Хаим Исаак Саки (1931—1940)
- Рафаэль Давид Сабан (1940—1960)
- Давид Ассео[англ.] (1961—2002[42])
- Ицхак Халева[англ.] (2002[43][44]—2025[42])

#### Хабад
- Менди Читрик[англ.] (2003-настоящее время)

### Уганда
- Гершом Сизому[англ.] (община Абайудая[англ.])

### Узбекистан
- Барух Абрамчаев[45]

### Украина
- Азриэль Чайкин (2003—2009)[46]

### Уругвай
- Джейме Спектор (1931—1937)
- Аарон Милевский (1937—1943)
- Аарон Лашовер (1943—1967)
- Нехемия Берман[англ.] (1970—1993)
- Элиаху Биренбаум (1994—1999)
- Йосеф Биттон[англ.] (1999—2002)
- Мордехай Маараби (2002—2009)
- Шай Фройндлих (2009—2010)
- Исаак Фадда (2011—2012)
- Бен-Цион Шпиц[англ.] (2013—2016)
- Макс Йоджанан Годе (2017 — настоящее время)

### Финляндия
- Саймон Федербуш[англ.] (1931—1940)
- Элиэзер Берлингер (1946—1951)
- Мика Вайс (1957—1961)
- Шмуэль Бери (1961—1963)
- Мордехай Ланкснер (1973—1982)
- Уве Шварц (1982—1987)
- Лазар Кляйнман (-1992)
- Майкл Алони (1995—1996)
- Моше Эдельманн (1999—2012)
- Симон Ливсон (2012-)[17]

### Франция
- Иосиф Давид Зинцгейм (1808—1812)
- Авраам Вита де Колонья (1808—1826)
- Эммануэль Дейц (1810—1842)
- Маршан Эннери[англ.] (1846—1852)
- Саломон Ульман[англ.](1853—1865)
- Лазар Исидор[англ.] (1866—1888)
- Задок Кан[англ.] (1889—1905)
- Альфред Леви[англ.] (1907—1919)
- Исраэль Леви[фр.] (1920—1939)
- Исайя Шварц[англ.] (1939—1952)
- Джейкоб Каплан[фр.] (1955—1980)
- Рене-Самуэль Сират[англ.] (1981—1987)
- Джозеф Ситрук[англ.] (1987—2008)
- Жиль Бернхейм[англ.] (2009—2013) (избран 22 июня 2008 г., ушёл в отставку 11 апреля 2013 г.)
- Хаим Корсия[англ.] (2014-)

### Хорватия
- Мирослав Шалом Фрейбергер[англ.] (1941—1943)
- Котель Да-Дон[англ.] (1998—2006) с 2006 г., раввин общины Бет Исраэль Загреба.
- Лучано Моше Прелевич[англ.] (2006-)

### Чехия
- Кароль Сидон[47]

### Чили
- Анхель Крейман Брилл,[англ.]1970-е и 1980-е годы

### Эквадор
- Менахем Мендель Фрид (2022-)

### Эстония
- Майкл Элони (1995—1996)
- Шмуэль Кот (2000 — по настоящ

её время)

### Южная Африка
- Иехуда Лео Ландау[англ.] (1915—1942)
- Луи Рабинович[англ.] (1945—1961)
- Бернард М. Каспер[англ.] (1963—1987)
- Кирилл Харрис[англ.] (1988—2004)
- Уоррен Гольдштейн[англ.] (2005 —)

### Япония
- Биньямин Эдрей (2015 — настоящее время)[49]

## По городам

### Александрия, Египет
- Рафаэль Делла Пергола (1910—1918)

### Амстердам, Нидерланды
| - Арье Лейб бен-Шауль 1740—1755 - Шауль Ловенстам - Б. С. Беренштейн - Доктор Йозеф Хирш Дюннер - Авраам С. Ондервейзер - Л. Х. Сарлуи - Юстус Таль - Арон Шустер - Меир Джаст 1970—1978 - Арье Ралбаг - Пинхас Толедано (2016-current) | - Манассе бен-Израиль - Доктор Биньямин Рикардо - Пинхас Толедано (2012-на 2012 год) |

### Антверпен, Бельгия
- Хаим Крайсвирт[англ.] (1953—2001)

### Балтимор, Мэриленд — США
- Авраам Н. Шварц (ум. 1937)
- Джозеф Х. Фельдман (вышел на пенсию в 1972 г., ум. в 1992 г.)

### Биробиджан, Россия
- Мордехай Шайнер[англ.] (2002—2020)
- Эфраим Колпак (2020-настоящее время)

### Брюссель, Бельгия
- Альберт Гуигуй

### Будапешт, Венгрия
- Йонасан Стейф[англ.](до Второй мировой войны)

### Каракас, Венесуэла
| - Pynchas Brener (1967-present) | - Isaac Cohén (-на 2008 год) |

### Чикаго, Иллинойс — США
- Яаков Довид Виловский[англ.], известный как Ридбаз, служил главным раввином русско-американских общин города в 1903—1905 годах.

### Копенгаген, Дания
- Давид Симонсен[англ.] (1879—1891)
- Элиас Калишер
- Хирш Гойтейн (-1903)
- Макс Шорнштейн[англ.] (1906—1910)
- Бент Мельхиор[англ.] (1963—1970)
- Джейкоб Гарфинкель (1971—1973)[18]

### Франкфурт, Германия
- Менахем Халеви Кляйн | Менахем Кляйн
- Натан ХаКоэн Адлер

### Гейтсхед, Великобритания
- Шрага Фейвел Циммерман[англ.]

### Гаага, Нидерланды
- Саул Исаак Халеви (1748—1785)
- Тобиас Таль[англ.] (1895—1898)
- Дов Иегуда Шохет (1946—1952)

### Хайфа, Израиль
| - She'ar Yashuv Cohen (1927—2016) | - Eliyahu Bakshi-Doron (1993—2003) |

### Ганновер, Германия
- Сэмюэл Фройнд[англ.](1924—1939)
- Хаим Пинхас Любинский[англ.] (1946—1949)
- Шломо Зев Цвайгенхафт[англ.] (1949—1952)

### Хеврон, Западный берег реки Иордан
- Хаим Хизкиягу Медини (1891—1904)
- Дов Лиор[англ.] — настоящее время

### Хельсинки, Финляндия
- Нафтали Амстердам (1867—1875)
- Авраам Шейн (1876—1881)
- Авраам Вернер-Хома (1881—1891)
- Шмуэль Носон Буканц (1892—1924)
- Шолем Тристман (1928—1929)[17]

### Хобокен, Нью-Джерси — США
- Хаим Хиршенсон (1904—1935). Его пост включал Хобокен, Джерси-Сити, Юнион-Хилл и окрестности.[52]

### Иерусалим

#### Эда Ха-Хареидис
Примечание: Эда ха-Хареидис не связана с Государством Израиль. Это отдельная, независимая религиозная община со своими главными раввинами, которые в мире харедим считаются главными раввинами Иерусалима.
- Йосеф Хаим Зонненфельд (1919—1932)
- Йосеф Цви Душинский (1932—1948)
- Зелиг Реувен Бенгис (1948—1953)
- Джоэл Тейтельбаум из Сатмара (1953—1979)
- Ицхок Яаков Вайс (1979—1989)
- Моше Арье Фройнд (1989—1996)
- Исраэль Моше Душинский (1996—2002)
- Ицхок Тувиа Вайс (2002—2022 гг.)

### Киев, Украина
- Йонатан Маркович (2000-настоящее время)

### Краков, Польша
- Боаз Паш (2006—2012)
- Элиезер Гурари (2014 — настоящее время)

### Лейден, Нидерланды
- Симон де Врис

### Милан, Италия
- Авраам Давид Шауманн
- Элия Копцовский (195?-1980)
- Джузеппе Ларас (1980—2005)
- Альфонсо Арбиб (2005 —)

### Модиин-Иллит,Израиль
- Меир Кесслер[англ.]

### Москва, Россия
- Яков Мазе (до 1924—1933 гг.)
- Медалья Шмарья Иегуда Лейба (1933—1938)
- Медалья Шмуэля Лейба (1943)
- Шмуэль Лейб Левин (1943—1944)
- Шломо Шлейфер (1944—1957)
- Иегуда Лейб Левин (1957—1971)
- Адольф Шаевич (1983, официально с 1993 — на 2008 год)
- Пинхас Гольдшмидт (1987—2022)[53]

### Мюнхен, Германия
- Ицхак Эренберг (1989—1997)[54]
- Пинхос Биберфельд вернулся в Германию, откуда он эмигрировал в Израиль более 50 лет назад. (1980—1999)
- Стивен Лангнас, первый главный раввин Германии (по происхождению) и Ав Бет Дин из Мюнхена (1999—2011)

### Нидерланды — межпровинциальный главный раввинат
- Дов Иегуда Шохет (1946—1952) [главный раввин Гааги]
- Элизер Берлингер (1960—1985)
- Биньомин Джейкобс (2008 — недавнее время)

### Нью-Йорк, Нью-Йорк — США
- Джейкоб Джозеф (1840—1902) был единственным настоящим главным раввином ашкенази в Нью-Йорке; доктор Дэвид ДеСола Пул выступал в качестве лидера среди сефарадов.
- Хаим Якоб Видревиц был главным хасидским раввином Нью-Йорка и Пенсильвании; ранее он был хасидским равом Москвы и официально назывался «Московский рав», иммигрировал в 1893 году и умер в 1911 году и был похоронен на хабадском кладбище Бэйсайд в Озон-Парке, штат Нью-Йорк.
- Джейкоб С. Кассин был главным раввином сирийской еврейской общины Нью-Йорка в 1930—1995 годах
- Лейбиш Воловски был главным раввином галицкой общины Нью-Йорка в 1888—1913 годах. Ранее он был раввином Самбора, Австрия, и иммигрировал в США в 1888 году. Он умер в 1913 году и похоронен в Ахум Ахувим в Рейзове на кладбище горы Сион в Маспете[англ.], штат Нью-Йорк
- Аврохом Аарон Юделевиц, который ранее был раввином Манчестера, Англия, был принят в 1919 году главным раввином Еврейского арбитражного суда Нью-Йорка. Он является автором многих книг по еврейскому праву и респонсу. Он умер в 1930 году и похоронен на семейном участке на кладбище Бэйсайд в Озон-Парке, штат Нью-Йорк

### Нове-Замки, Словакия
- Эрнест Кляйн (1931—1944)

### Париж, Франция
- Мишель Селигманн (1809—1829)[55]
- Маршан Эннери (1829—1845)
- Лазард Исидор (1847—1865)
- Задок Кан (1866—1889)
- Жак-Анри Дрейфус (1891—1933)
- Жюльен Вайль (1933—1950)
- Джейкоб Каплан (1950—1955)
- Меир Джаис (1956—1980)
- Ален Гольдманн (1980—1994)
- Дэвид Мессас (1994—2011)
- Мишель Гугенхайм (2012-)

### Рим, Италия
- Исраэль Золли (1940—1945)
- Элио Тоафф (1951—2002)
- Риккардо Ди Сеньи (2002 —)

### Роттердам, Нидерланды
- Josiah Pardo (1648—1669) See his Haskama — Approbation to Sefer Nachalat Shiva, edition Amsterdam 1667, where he is mentioned as Chief Rabbi of both the Sephardi and Ashkenazi congregations in Rotterdam
- Yosia Pardo (1648—1669). В 1669 году уехал в Амстердам.
- Yuda Loeb ben Rabbi Shlomo (1674-abt. 1700). Родился в Вене.
- Judah Salomon (1682)[56]
- Judah Loeb ben Abraham Ephraim Asher Anshel (1700—1708)[57] Born in Hamburg, left for Amsterdam.
- Solomon Ezekiel (1725—1735)[56]
- Judah Ezekiel (1738—1755)[56]
- Abraham Ezekiel (1755-79)[56]
- Aryeh Leib Breslau (1741—1809)[58]
- Judah Akiba Eger son of Akiba Eger I (invited but refused position)[56]
- Elijah Casriel (1815—1833)[56]
- E.J. Löwenstamm (1834—1845)[56]
- Joseph Isaacsohn (1850—1871; one of three sons-in-law of Jacob Ettlinger who were Chief Rabbis in the Netherlands)[56]
- Bernhard Löbel Ritter (1885—1928)[59][60]
- Simon Hirsch (1928—1930)[60]
- Aaron Davids (1930—1944)[60]
- Justus Tal (1945—1954)[61]
- Salomon Rodrigues Pereira (1954—1959)[61]
- Levie Vorst (1959—1971)[61]
- Daniel Kahn (1972—1975)[61]
- Albert Hutterer (1975—1977)[61]
- Dov Salzmann (1986—1988)[61]
- Lody van de Kamp
- Raphael Evers

### Шанхай, Китай
- Меир Ашкенази (1926—1949)

### София, Болгария
- Дэниел Сион (во время Второй мировой войны)
- Ашер Ханнанель (во Второй мировой войне)

### Сент-Луис, Миссури — США
- Хаим Фишель Эпштейн
- Менахем Цви Эйхенштейн (1943—1982)
- Шолом Ривкин (1983—2011)[62]

### Тель-Авив-Яффо, Израиль

#### сефардский
- Бен-Цион Меир Хай Узиэль (1911—1939)
- Яаков Моше Толедано (1942—1960)
- Овадия Йосеф (1968—1973)
- Хаим Давид ХаЛеви (1973—1998?)

### Торонто, Онтарио, Канада
- Йозеф Вайнреб 1900—1942 гг.
- Авраам Аарон Прайс
- Гедалия Фелдер

### Вена, Австрия
- Ицхак Эренберг (1983—1989)[54]
- Акива Айзенберг
- Пол Хаим Айзенберг
- Ари Фолджер

### Варшава, Польша
- Дау Бер Мейзельс (1856—1870)
- Пинхас Менахем Йоскович (1988—1999)
- Барух Рабинович (1999—2000)
- Михаэль Шудрих (2000 — на 2008 год)

### Вюрцбург, Германия
- Авраам Бинг (1814—1839)

### Загреб, Хорватия
- Осия Якоби (1880—1925)
- Мирослав Шалом Фрейбергер (1941—1943)